# Microlenecamptus sexmaculatus
Microlenecamptus sexmaculatus es una especie de escarabajo longicornio del género Microlenecamptus, tribu Dorcaschematini, orden Coleoptera. Fue descrita científicamente por Murzin en 1988.
El período de vuelo ocurre durante el mes de junio.

## Descripción
Mide 14 milímetros de longitud.

## Distribución
Se distribuye por Vietnam.